# Titularbistum Nebbi
Nebbi ist ein Titularbistum der römisch-katholischen Kirche.
Die in Nordafrika gelegene Stadt war ein alter römischer Bischofssitz, der im 7. Jahrhundert mit der islamischen Expansion unterging. Er lag in der römischen Provinz Numidien.
| Titularbischöfe von Nebbi |                           |                                                                   |                |                |
| Nr.                       | Name                      | Amt                                                               | von            | bis            |
| 1                         | Lawrence William York OSB | Apostolischer Vikar des Western District (Vereinigtes Königreich) | 13. Mai 1741   | 14. April 1770 |
| 2                         | Iuliu Hirțea              | Weihbischof in Großwardein (Rumänien)                             | 28. Juli 1949  | 28. Juni 1978  |
| 3                         | Filippo Iannone OCarm     | Weihbischof in Neapel (Italien)                                   | 12. April 2001 | 19. Juni 2009  |
| 4                         | Wolfgang Bischof          | Weihbischof in München und Freising (Deutschland)                 | 5. Januar 2010 |                |